# فيليس ويتلي
فيليس ويتلي (بالإنجليزية: Phillis Wheatley)‏ وهي شاعرة وكاتبة أمريكية ولدت في سنة 1753 في غرب أفريقيا وهي أول امرأة أفريقية أمريكية تكتب الشعر على الرغم أنها كانت عبدة، ولدت في أفريقيا الغربية في حوالي 1753 وفي عمر 7 سنوات تم شرائها كعبدة من شمال أفريقيا وأنتقلت إلى أمريكا الشمالية، وإستقرت في مدينة بوسطن عند إحدى العائلات وهناك تعلمت القراة والكتابة، وأطلقت مواهبها في الشعر.
وقد كتبت أشعار مختلفة عن الوطن والأخلاق والدين لإنجلترا وللمستعمرات الأمريكية وقد كتبت أيضاً عن جورج واشنطن، كما تعرفت أيضاً على الشاعر الأفريقي جوبيتر هامون، تحررت ويتلي بعد موتها في سنة 1784 وهي بعمر 31 سنة فقط بسبب الولادة.

## روابط خارجية
- فيليس ويتلي على موقع الموسوعة البريطانية (الإنجليزية)
- فيليس ويتلي على موقع ميوزك برينز (الإنجليزية)
- فيليس ويتلي على موقع إن إن دي بي (الإنجليزية)
- فيليس ويتلي على موقع ديسكوغز (الإنجليزية)